# Ischioscia nitida
Ischioscia nitida is een pissebed uit de familie Philosciidae. De wetenschappelijke naam van de soort is voor het eerst geldig gepubliceerd in 1877 door Edward John Miers.